# 加利福尼亞浸會大學
加利福尼亞浸會大學（英語：California Baptist University，簡稱：Cal Baptist或縮寫CBU）是位於美国加利福尼亞州里弗賽德的一所私立大學，創立於1950年，當時稱加利福尼亞浸會學院（California Baptist College）。2015年《美國新聞與世界報道》“西部地區大學”排名中排在第38位。

## 外部連結
- Official website（页面存档备份，存于）
- Official athletics website（页面存档备份，存于）
- LinkedIn university page